# Beyond Good & Evil
A Beyond Good & Evil egy akció-kalandjáték, melynek fejlesztője és kiadója egyaránt a Ubisoft, 2003 vége felé jelent meg PlayStation 2, Microsoft Windows, Xbox és GameCube platformokra.
A játék főszereplője Jade, egy oknyomozó újságíró, aki jártas a harcművészetek terén (dzsódó/dzsódzsucu), és együtt dolgozik a kibontakozó ellenállással, hogy leleplezze az egész bolygón átívelő összeesküvést. A harc és a logikai feladványok megoldása mellett a fényképezés is fontos szerephez jut. A leleplező fényképeken kívül a bolygó állat- és növényvilágáról is érdemes fotót készíteni, amiért cserébe pénz, gyöngyök és fejlesztések járnak, valamint további információkat kaphat általa egy megvizsgált dolgokról.
A játék HD-változata 2011 márciusában jelent meg az Xbox Live Arcade rendszerében, a PlayStation Networkön pedig három hónappal később. Ebben a változatban feljavították a karaktermodelleket, a textúrákat és a játék zenei anyagát. Teljesítmények, illetve a PlayStation 3 változatban trófeák kerültek a játékba, az online ranglista mellett.
Az alkotó, Michel Ancel (a Rayman sorozat is az ő nevéhez fűződik) egy trilógia első részének tervezte a játékot, azonban az elhibázott marketing (például a rossz megjelenési dátum, hiszen a Ubisoft több játéka is ebben az időszakban jelent meg, mint a Prince of Persia: The Sands of Time vagy a XIII) miatt a játék nem vált anyagilag sikeressé, a kritikusok viszont szerették. Ennek ellenére a Ubisoft bejelentette a folytatást, azonban annak fejlesztéséről csak nagyon kevés információ került napvilágra.

## Játékmenet

A helyszínek közötti utazásra a légpárnás járművel nyílik lehetőség

A Beyond Good & Evil egy akció-kalandjáték, amiben a logikai elemek mellett a lopakodás is fontos szerepet kap. A főhős Jade, akit a játékos külső kameranézetből irányíthat, feladata pedig, hogy felfedje az igazságot a Hillys bolygó rejtélyes űrlény támadóiról. A játékos célja a belső helyszíneken, hogy a logikai feladványokat megoldva, majd harc, illetve lopakodás segítségével túljusson az ellenfeleken, hogy végül megszerezze a bizonyítékokat. Jade legfontosabb eszköze a dzsó (a játékban a Daï-jo elnevezést használják, a bot a dzsódó harcművészet egyik alapját képezi), távolsági fegyvere pedig a kesztyűje, ami kis korongokat (Gyrodisk) lő ki, amivel kapcsolókat képes átállítani, illetve meglőheti vele az Alpha Section katonák levegőtartályát, így jelentős előnyhöz juthat, de bizonyos főellenfeleknél is hasznos lehet. Használatához fényképező módba kell váltani. A főhős és társa adott számú életerővel rendelkezik (szívek jelzik), amit a Starkos (1 egységnyit) és a K-Bups (teljes életerőt) képes visszatölteni, valamint a PA-1 eszközzel a maximális életerő növelhető meg; amennyiben a játékos az összes életerejét elveszti, visszakerül az utolsó mentési pontra. Egyes lopakodós részeknél a főhőst rögtön megölik, ha észreveszik.
Bizonyos helyszíneken csak egy társ segítségével lehet továbbjutni, őket pedig a mesterséges intelligencia vezérli, de néha a játékosok is adhatnak utasításokat, például az egyedi képességük (super action) alkalmazására. Pey’j például a harcban felugorhat, és a becsapódásával elkábíthatja az ellenfeleket, de kéziszerszámával a drótkerítéseket is átvághatja, amivel segíti a továbbjutást. Double H főleg a harcban nyújt segítséget, páncélja védi a lézerektől, és parancsra képes megrohamozni bármit, ami az útjába kerül. Ha az életerejük elfogy, a földre kerülnek, Jade viszont adhat nekik életerő növelő eszközeiből (Starkos, K-Bups vagy PA-1).
A játék során több mellékküldetés és minijáték is elérhető lesz a főküldetés mellett, például a légpárnás hajóversenyek. Később egy új jármű, a Beluga nevű űrhajó is használható lesz. Különböző fejlesztések vásárolhatók hozzájuk, amivel a játékos korábban megközelíthetetlen területekre juthat el. Ezekhez viszont gyöngyöket kell gyűjteni, amit a játékos küldetések megoldásáért, pénzért (a játékban a fizetőeszközt lila kristályok testesítik meg), illetve fényképek készítéséért kaphat, illetve bizonyos helyeken lehet megtalálni ezeket. A járművek is sérülhetnek, aminek javítására a Repair Pod szolgál.
A város a játékmenet szempontjából egyfajta központként működik, több küldetésre is csak az egyes városrészekből lehet eljutni, illetve az itt található boltokban lehet felszerelést vásárolni.

## Történet

### Bevezetés és a szereplők

A játék főszereplői: Double H, Jade, Secundo és Pey’j

A Beyond Good & Evil története 2435-ben játszódik egy Hillys nevű bányászbolygón, ami a galaxis egy távoli szegletében, a négyes szektorban (System 4) található. A játék világa a modern elemek (bankkártya, e-mail) kombinációja a fantasy és a sci-fi műfajával (emberi módon viselkedő állatok beilleszkedése a társadalomba, illetve az űrhajók megjelenése). A Hillysen korábban béke honolt, de a DomZ nevezetű titokzatos földönkívüli faj elkezdte elrabolni a bolygó lakosságát, hogy kinyerjék életerejüket, vagy egyszerűen csak a szolgájukká tegyék őket. Ekkor lépett közbe az Alpha Sections nevű katonai szervezet: magához ragadta a hatalmat; így egyfajta diktatúra lépett életbe, de az emberek védelmére esküdött fel. A támadások azonban tovább szaporodtak, és úgy tűnt, a szervezet nem képes kezelni a problémát, bár a médiában igyekeztek ennek az ellenkezőjét sugallani. Kialakulóban volt egy titkos mozgalom, az IRIS Network, ami fellépett az Alpha Sections ellen, azt vallották ugyanis, hogy a DomZ kezére játszanak.
A játék főhőse Jade (szinkronhangja Jodie Forrest), egy fiatal fotóriporternő. Fiatalkorában elvesztette a családját az egyik támadás során, így Pey’j (szinkronhangja David Gasman) vette magához, aki disznó és ember keveréke. Egy szigeten lévő világítótoronyban élnek kutyájukkal és hat másik árvával. A kalandok során segítségére lesz Double H, az IRIS egyik ügynöke, aki korábban katonaként szolgált. Jade eszköztárában (SAC – Synthetical Atomic Compressor) rejtőzik egy Secundo nevezetű mesterséges intelligencia, aki információkkal látja el, és képes betörni más számítógépes rendszerekbe. A játék legfőbb ellensége a DomZ főpap (High Priest), aki a bolygó inváziójáért felelős, valamint Kehck tábornok (General Kehck), aki az Alpha Sections feje, és hazug propagandájával akarja a helyiek bizalmát megnyerni, illetve az IRIS ellen kívánja fordítani a lakosságot.

### Cselekmény
A történet a világítótoronynál kezdődik, ahol Jade és Pey’j, valamint néhány örökbefogadott árva él, akik szintén elvesztették szüleiket. Rosszak az anyagi körülményeik, az áramszolgáltató is lekapcsolta az otthonukat védő pajzsrendszert, így egy támadás áldozatává válnak. Jade megmenti az árvákat, de egy DomZ elkapja, és ekkor furcsa látomás tárul a szeme elé. Pey’j kimenti a karmai közül és odaadja neki fegyverét, majd legyőzik az összes támadót. Feltűnik az Alpha Sections, és saját győzelmükként könyvelik el az esetet. Jade elfogad egy ajánlatot a tudományos múzeumtól, hogy a bolygó élővilágáról készítsen fényképeket, ami ettől kezdve az egyik fő bevételi forrásaként fog szolgálni. Egy különös megbízótól is üzenetet kap, hogy találkozzanak a Black Isle nevű szigeten, ahol egy küldetés vár rá. Előtte viszont a Mammago Garage szervizébe látogat a rossz állapotban lévő légpárnás javítása érdekében. Kiderül, hogy a megbízó valójában nem is létezett, és a küldetés az IRIS Network egyik tesztje volt Jade számára, aki vállalja, hogy segít nekik bizonyítékot gyűjteni az Alpha Sections sötét ügyleteiről.
Behatol a Nutripils gyárba és megmenti az IRIS egyik megkínzott beszivárgó ügynökét (Double H), és elkezdi fényképezni az emberkereskedelemre utaló bizonyítékokat a gyár területén. Pey’j az akció során foglyul esik, és Jade már csak azt látja, ahogy elszállítják a vágóhíd (Slaughterhouse) felé. Mielőtt kijutna a gyárból, Double H rendkívüli fájdalmakkal küszködik, ezért minél előbb az Akuda bárba, az IRIS rejtett főhadiszállására kell szállítania. Jade benevez a hármas számú légpárnás versenyre, ahol egy mellékjáraton keresztül bejut a vágóhídra. További bizonyítékokat szerez az Alpha Sections és a DomZ együttműködéséről, Pey’j viszont már nincs ott. Double H és Jade visszatérnek az IRIS bázisára, ahol már várja őket a bolygó korábbi kormányzója, aki a küldetés során belépőkódokkal látta el őket, valamint felajánlotta további segítségét a szervezetnek. Hirtelen a rádión keresztül bejelentkezik az IRIS vezetője (Wild Boar), aki felől több hete nem hallottak. Jade felismeri, hogy valójában Pey’j az. Megtudják, hogy a Hillys holdjára, a Selenre akarják elszállítani, ahonnan az Alpha Sections sugározza a propaganda-adásait. A világítótorony felé veszik az irányt, azonban későn érkeznek, a helyet földig rombolták, a gyerekeket pedig elrabolták. Jade begépeli a Pey’j cipőtalpára nyomtatott kódokat, és ez megnyitja a hangárba rejtett műhelyt, ahol az űrhajó található.
Miután Mammagótól beszerzik a megfelelő alkatrészeket, még van lehetőség körbenézni a városban és elvégezni a fennmaradó feladatokat, azután pedig a Selenre indulnak az utolsó küldetésre. Pey’j a DomZ-bázison van fogságban, és úgy tűnik, meghalt. Jade lefényképezi Kehck tábornokot, miközben a DomZ vezetőjével tárgyal. Amikor Jade visszatér, Pey’j kezd magához térni, a lány felszínre törő különleges erejének köszönhetően. A terv szerint haladnak, Secundo segítségével átállítják a közvetítő állomást, hogy az ő tudósításukat sugározzák. A lakosok fellázadnak, Kehck pedig beindítja az űrállomás önmegsemmisítő rendszerét. Még a robbanás előtt sikerül elmenekülniük a Belugával, de a tábornok egy vonósugárral elkapja őket. Az ellenséges űrhajót lelövik, és lekapcsolják a vonósugarat is. Kehck a halála előtt annyit mond, hogy a DomZ főpap már évszázadok óta Jade nyomában van. Egy légi csata van kibontakozóban az Alpha Sections és a Hillys lázadó erői között, akik segítenek Jade-nek visszajutni a holdbázisra, hogy kimentse a többieket. A bázison szembekerül a DomZ főpappal, aki azt állítja, hogy Pey’j nem mondta el az igazat múltjáról, és Jade valójában az ő eltulajdonított ereje (Shauni néven szólítja; Jade is ezt választotta álnevének, amikor belépett IRIS-be), amit emberi formába zártak előle. Mivel nélküle elhalt volna, ezért más embereket raboltak el számára, hogy a lelkükből táplálkozhasson. Jade végül győzedelmeskedik és felszabadítja a fogvatartottakat. A stáblista után Pey’j ül a vízparton, és látni, ahogy karján a DomZ fertőzése kezd kialakulni.

## Fejlesztés

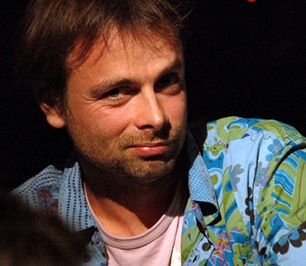
Michel Ancel, a Beyond Good & Evil írója és vezető tervezője

A Beyond Good and Evil ötlete Michel Ancel fejéből pattant ki, őt leginkább a Rayman megalkotójaként ismerik. A kezdetben Project BG&E kódnevű játék fejlesztése a Ubisoft Montpellier stúdiójában zajlott, a munkálatok valamivel több mint három évet vettek igénybe. A csapatot harminc fejlesztő alkotta. Ancel több évig dolgozott Rayman játékokon, és szeretett volna valami mást csinálni. A fejlesztés során azt a cél tűzte ki, hogy a játékba egy egész világ kerüljön, bolygókkal és falvakkal, és a játékos felfedezőnek érezhesse magát, a teljes szabadság birtokában.
A másik fontos cél, hogy a történet fontos szerepet kapjon, ami viszont egyes dolgokban megkötné a játékos kezét. Egy interjúban a készítő megemlítette, hogy a történetmesélés miatt a játékmenet lineáris lesz, viszont a küldetések között a játékos belátása szerint cselekedhet. Emellett a mozifilmek pörgős ritmusát is át kívánta ültetni a játékba. Ancel saját ötletein kívül több más dolog is ihletforrásként szolgált, mint például Mijazaki Hajao alkotásai, az aktuális politika vagy média helyzete, illetve a szeptember 11-ei támadások utóhatásai. Jade megalkotásakor Ancel a feleségéről mintázta a karaktert, mivel egy valós személy jellemvonásaival akarta felruházni, akivel a játékosok azonosulni tudnak.
A játékot a nagyközönség először a 2002-es E3 alkalmával láthatta, de a fogadtatása nem volt túl pozitív. Eredetileg közelebb állt a művészi játékokhoz, mint amilyen az Ico, de az alapkoncepciót ezután nagy mértékében megváltoztatták, hogy jobban megfeleljen a játékos társadalom igényeinek. Jade eredetileg egy kamasz lány lett volna, de Ancel áttervezte, így sokkal erősebb személyiséget kapott, ami jobban párosult az előtte álló küldetéshez. Egyes részeket eltávolítottak a játékból, mivel a tervező nem akarta, hogy a hosszabb felfedezős/kalandozós részek miatt túlságosan is hasonlóvá váljon a Zelda játékokhoz. Ancel szerint a sok áttervezés kissé megviselte a fejlesztőcsapatot, a játék végül az eredeti tervek átdolgozása helyett szinte már annak a folytatásává nőtte ki magát. A játék megjelenése előtt bizonyos mozikban az előzetesét is levetítették.
A játék HD-változata 2011 márciusában jelent meg az Xbox Live Arcade rendszerében, a PlayStation Networkön pedig három hónappal később. Ebben a változatban feljavították a karaktermodelleket, a textúrákat és a játék zenei anyagát. Teljesítmények, illetve a PlayStation három változatban trófeák kerültek a játékba, az online ranglista mellett.

## Zene
A játék zenéjét Christophe Héral szerezte. Az ötlettel Ancel kereste meg, aki ismerte Héral filmek terén végzett munkáját. Hubert Chevillard rendező is Héralt ajánlotta, akivel Ancel korábban a Pantin, la pirouette című rövidfilm kapcsán dolgozott együtt. Héral segítségére volt Laetitia Pansanel, aki a szimfonikus betétekért volt felelős, illetve a testvére, Patrice Héral, aki néhány hangeffektért és az énekért felelt.
A játék zenei anyagában több nyelv és hangszer is fellelhető. A Propaganda című szerzemény, ami az Akuda bárban hallható, főként bolgár nyelvű, és a hidegháború szovjet propagandájára utal. Ehhez Héral egy bolgár hölgy ismerősével folytatott telefonbeszélgetés felvételeit használta fel, és a nő a média fölött befolyást szerző karhatalmat képviselte. Több számban arab húros és indiai ütős hangszerek hallhatóak. Az Akuda bárban eredetileg a Funky Mullah szólt volna, de Héral úgy döntött, a müezzin vokál miatt az emberekben rossz benyomást keltene a szám (még 2001. szeptember 8-án rögzítették) a szeptember 11-ei támadások miatt, így lecserélte a Propagandára. A Fun and Mini-games című szerzeményben – ami a versenyek és a minijátékok közben hallható – spanyol szövegek szerepelnek. A DomZ zenéinél egy kitalált nyelv dominál. A Metal Gear DomZ című számban hallható fémes hanghatásokat Héral szomszédjának a fia ihlette, rögzítette ugyanis, ahogy a gyerek fémhulladékkal szórakozott. A Hillys városában hallható hangeffekteket szintén Héral vette fel.
A játék zenei anyagát külön albumként nem adták ki, a Ubisoft azonban ingyenesen elérhetővé tette 2011 márciusában. A Video Games Live nemzetközi koncertsorozat alkalmával a Beyond Good & Evil zenéit is előadták. A Game Audio Network Guildtől számos jelölést gyűjtött be, többek között „Az év játékzenéje” és „Az év zenei anyaga” kategóriákban, illetve a 2004-es AIAS díjátadó zenei kategóriáiban is több nevezést kapott.
| 1.  | In the beginning               | 2:27 |
| 2.  | Dancing with Domz              | 4:36 |
| 3.  | Home sweet home                | 2:51 |
| 4.  | Hyllian suite                  | 4:37 |
| 5.  | Mammago's garage               | 2:37 |
| 6.  | Isle de Noir                   | 4:25 |
| 7.  | Mineshaft madness              | 2:47 |
| 8.  | Say cheese, fellas             | 1:59 |
| 9.  | Akuda House Propaganda         | 2:41 |
| 10. | Ancient chinese secrets        | 3:00 |
| 11. | Don't fear the reaper          | 6:38 |
| 12. | Fear the reaper                | 2:02 |
| 13. | Fun and Mini-Games             | 1:54 |
| 14. | Funky Bar 100                  | 2:43 |
| 15. | When Domz attack               | 1:27 |
| 16. | Slaughterhouse scramble        | 2:14 |
| 17. | Sneaky Jade suite              | 3:14 |
| 18. | Organic beauty                 | 1:55 |
| 19. | Violent Jade suite             | 5:23 |
| 20. | Heart of darkness              | 4:35 |
| 21. | Metal Gear Domz                | 2:38 |
| 22. | Something completely different | 1:52 |
| 23. | Behind enemy lines             | 3:23 |
| 24. | Free your mind                 | 1:20 |
| 25. | Thoughtful reflections         | 3:03 |
| 26. | Enfants disparus               | 2:34 |
| 27. | Above and beyond               | 5:44 |
| 28. | Unacceptable losses            | 2:08 |
| 29. | In hot pursuit                 | 1:16 |
| 30. | Sins of the father             | 3:50 |
| 31. | Redemption                     | 1:53 |

## Fogadtatás
| Összegzőoldal | Értékelés |
| ------------- | --------- |
| GameRankings  | 83%       |
| Metacritic    | 83/100    |

| Szerző        | Értékelés |
| ------------- | --------- |
| 1Up.com       | 9/10      |
| GameSpot      | 8,3/10    |
| GameSpy       | 4,5/5     |
| GameStar (HU) | 92/100    |
| IGN           | 9/10      |
| PC Guru       | 94/100    |
| Gamer Magazin | 97/100    |
| PC.GAMES      | 85/100    |

A Beyond Good & Evil megjelenésekor a sajtó jellemzően pozitív értékeléseket adott a játékra, a Metacritic és a GameRankings oldalain az Xbox, illetve a GameCube változatok 87-es, míg a PC-s verzió 83-as átlagpontszámmal rendelkezik. Még a megjelenése előtt, a 2003-as E3 alkalmával az Official U.S. PlayStation Magazine és a PlayStation Magazine a show egyik legjobbjának találta.
A grafikai megjelenítését szinte mindenhol dicsérték, a Game Informer a GameCube változatról azt írta, hogy a grafika megközelíti egy átlagos szerepjáték átvezető jeleneteinek minőségét, az effektek és a karakteranimációk pedig elképesztőek. Jon Hicks, a PC Format kritikusa azt írta, hogy a grafika egyes elemei nagyszerűek, de összességében nem túl kiemelkedők, ami a játék konzolos gyökereire vezethető vissza.
A 1UP.com és az Official U.S. PlayStation Magazine is csak apróbb hibákat kritizált, mint például a néha lecsökkenő FPS szám (frame per second – képkocka/másodperc), ami ugyan nem teszi játszhatatlanná, de kellemetlen, hisz nem használja ki teljesen a gép adottságait.
A Eurogamer kritikájában a következőeket írja: „Mostantól Michel Ancelre nem a Rayman megalkotójaként fogunk emlékezni. Ezentúl ő lesz a »zseniális elme«, aki elhozta nekünk a Beyond Good & Evilt”. A számos karácsonyra időzített nagy cím közül kiemelkedik a BG&E, és egy felejthetetlen élménnyel ajándékoz meg.”
Az Edge kiemelte a történetet és a designt, a cselekményt viszont kritizálta, amiért Jade jellemváltozásán semmilyen kettősség nem mutatkozik, amire a címből következtetni lehetne. Dan Toose az Icon Magazine cikkírója szerint a játék sötét és barokk jellemvonásokkal bír, ami távol áll a Final Fantasy idealizált és letisztult világától, és ezzel európai hangulatot kölcsönöz számára. Dan szerint az elmúlt évek egyik legjobb kalandjátéka született meg a Beyond Good & Evil képében. A GamePro kritikusa, Star Dingo szerint a játék sok mindenben jó, de egyik játékeleme sem kiemelkedő, és ezzel nem ér fel a Beyond Good & Evil névhez, ugyanis sokkal több potenciál volt benne, mint amennyit kihasználtak.
A kritizált pontok között volt például, hogy a játékmenet nem volt elég kiforrott, valamint az irányítására is panaszkodtak. Lisa Mason (Game Informer) azt írta, hogy az irányítás még elnézhető, viszont a játékmenet viszonylag egyszerű, és több játékelemet kellett volna beépíteni. Kevin Rice a PC Gamertől azt írta, hogy a játékmenet üdítő volt számára, a légpárnás versenyek azonban kevésbé szórakoztatóak, és az egyszerű harcrendszer a játék leggyengébb eleme. Az Edge szerint a másik negatívum, hogy a lineáris játékmenet egy mellékhatásaként a játékból hiányzik az interakció.
Az 576 Konzol értékelése szerint a Beyond Good & Evil az év egyik legjobb játéka, amit főként rengeteg pozitív jellemzőjének köszönhet, mint a kézreálló irányítás, a nagy kiterjedésű pályák, a gyönyörű zene és az akár tizenöt órát meghaladó játékidő. A cikkíró véleménye, hogy felüdülés a játékkal való időtöltés, ami egyetlen ponton sem válik frusztrálóvá, továbbá nincs szükség feleslegesen hosszú bóklászásra, a fejtörők pedig kellő számban vannak jelen és nincsenek agyonbonyolítva. A kevés feloldható extra ellenére is többszöri végigjátszásra ösztönzi a játékost. A Beyond Good & Evil technikai oldalát is tökéletesnek minősítették, ami a pompás animációk, illetve a játék hangulatát meghatározó zenék és hanghatások érdeme. Negatívumok oldalán csak néhány dolgot említettek meg, ilyen a néha előforduló szaggatás, illetve az, hogy a mentés sok helyet foglal el. A PlayStation 2 változatot végül 9,5 ponttal jutalmazták a 10-ből. Egy másik számban kiemelték továbbá a remek történetvezetést és zenei aláfestést, a játékos barát irányítást, valamint a játék során tapasztalható változatos lehetőségeket és feladatokat. Később a kurrens generáció klasszikusai című rovatban is megemlékeztek a játékról, amelyben a konzolgeneráció legvitatottabb címének nevezik. Legnagyobb érdemének azt tartják, hogy bár a történet orbitális nagy klisékből építkezik, a játék mégis végtelenül egyedinek és újszerűnek hat. A szereplők mind karizmatikus, remekül megformált karakterek, a játék világa pedig szerethető, barátságos és kissé futurisztikus, mégis emberközeli. A játékmenetet pofonegyszerűnek nevezik: van benne egy kis kaland, egy kis versenyzés, sok akció és a Metal Gear Solid sorozatból ismerős lopakodós elemek. Az irányítást könnyen elsajátíthatónak, míg a vizuális körítést kiválónak, a zenei aláfestést pedig frenetikusnak tartják. Megemlékeznek továbbá arról, hogy az E3 alkalmával sikerrel prezentálták a játékot, a kritikusok pedig egyöntetűen pozitívan fogadták a játékot, a kasszáknál viszont megbukott a marketingre fordított minimális erőforrások miatt, és a játék ára is hamar lecsökkent. A játékot végül minden idők egyik legnagyobb áldozatának nevezik, hisz tökéletesség határát súroló mivolta ellenére elnyelte az enyészet, a benne rejlő potenciál pedig kiaknázatlanul maradt. A rovat tízes toplistáján a kilencedik helyre sorolták a játékot.
A Gamer magazinban megjelent cikk a furmányos sztorit, a tökéletes, vagány főhősnőt, az innovatív, pörgős és elbűvölő játékmenetet dicsérte, aminek a szerző szerint olyan hatása van, hogy a játékos kalandfilmben érezheti magát. További pozitívumként említették a szereplők remek animációját és tökéletes szinkronhangjaikat, a lineáris történet melletti szabadságot, illetve az átgondolt irányítást, ami nem csak gamepaddel, hanem egérrel és billentyűzettel is teljesen élvezhető. Az összegzésben lebilincselő kalandként jellemezték, amely közel hibátlan, de a cikkíró megemlítette, hogy a játék stílusát a gyerekesnek ható képi világa miatt nem biztos, hogy mindenki kedvelni fogja. A lenyűgöző játékmenetet és a filmszerű játékélményt ellenben kicsit beárnyékolja a rövid tiszta játékidő, valamint a játék multiplatform mivoltából eredően a grafika nem annyira kimagasló, bár nem hagy kívánnivalót maga után. A végső értékelésnél 97%-ot kapott a játék.
A GameStar kritikája szerint a Beyond Good & Evil felnőttesebb, komolyabb és némileg kifinomultabb, mint Ancel korábbi alkotásai. Főbb jellemzőiként a kedvelhető karaktereket, a változatos játékelemeket, a nagyszerűen kidolgozott, taktikázva legyőzhető főellenfeleket és a stílusos, elsőrangú grafikát nevezte meg a cikk írója. Lényegében több más játék elemeit használja fel sikeresen, a játék erénye pedig, hogy ennek ellenére is egységes egésznek érződik, a különböző stílusok kiválóan megférnek egymás mellett. További dicsérettel illették a magával ragadó, izgalmas, bájos és mulatságos történetet, az eredeti, érdekes és szimpatikus főszereplőt és a mulatságos párbeszédeket, valamint szinkronszínészek teljesítményét. Megjegyezték, hogy a játék kezelőfelülete, a tárgyak rendezése kiváló, a grafika mellett pedig a hangok is tökéletesek. Az összegzésnél ismét kitértek a rendkívül hangulatos, jól kitalált világra, a kitűnő sztorira, a különféle játékelemek nagyszerű összességére, az olajozott irányításra és a szimpatikus főszereplőkre, illetve dicséretet kapott még a stílusos eredeti, alaposan kimunkált világ, a fordulatos történet, a sokrétű játékmenet. Negatívumként a néha önismétlő és unalmas puzzle-elemeket és a kicsit konzolos grafikát hozták fel, valamint azt, hogy a PC-s változat nem rendelkezik gamepad támogatással, így végül 92%-os értékeléssel díjazták a játékot.
A PC.GAMES kritikusa méltatta, hogy a főhős automatikus interakcióival játékosbaráttá vált a játék irányítása. Kiemelte továbbá a kiváló, sokszínű zenét és a jól eltalált, illetve előadott beszédhangokat, bár megjegyzi, hogy utóbbiakból sajnos kevés van, a beszélgetések jó része csak olvasható, illetve a társak négy-öt mondatot ismételnek a csaták során. Véleménye szerint 2003 egyik leggyönyörűbb látványvilága, zseniális karakteranimációk, rajzfilmszerű kivitelezés, illetve Hillys színes, élő és lélegző világa tulajdonítható a Beyond Good & Evil legfőbb ismérveinek. A negatívumok oldalán megemlíti, hogy bár a feladatok jó része kellemesen izzasztó, ám néhány helyen túlzásba estek a fejlesztők, néha idegesítővé válnak a lopakodós részek, a gyorsmentés funkció pedig hiányzik. További pontlevonás járt azért, amiért a megoldandó feladatok száma, variációja viszonylag kicsi, emiatt kicsit sablonossá válnak a játék végére, a konzolos jellegből adódóan borzalmas a kamerakezelés, ami főként a harcoknál problémás, illetve a tízórányi játékidő miatt, amit a játék motorjával készített animációkkal próbálnak kinyújtani, ezeket ugyanis nem lehet átlépni. A fejlesztők részére még azt rója fel, hogy a játék megjelenése után kiadott 1.01-es javítás többet ront a játékon, mint használ. Összességében 2003 legjobb játékának nevezi a teszt írója, ami elképesztő látványvilággal, remek fejtörőkkel, többrétegű, jól összerakott játékmechanizmussal rendelkezik, amiből még egy év fejlesztéssel örök klasszikus válhatott volna, így azonban „csak” egy jó játék lett, amire végül 85%-ot adott a cikk szerzője.
A PC Guru kritikájában kiemelik, hogy a játék a különböző műfajok legjobb tulajdonságait ötvözi, változatos játékmenettel rendelkezik, amelynek minden része nagyon jól kivitelezett és sajátos hangulattal bír. A Beyond Good & Evil megfelelő kihívást nyújt, nem válik feleslegesen nehézzé, nincsenek irányítási problémák még billentyűzettel sem a harcok, a lopakodás vagy az ügyességi részek közben. Eredeti ötletként értékelik a fényképezés lehetőségét, ami feldobja a játékmenetet. Megemlítik az eltalált mentési rendszert, a kitűnően kidolgozott rajzfilmes karaktereket, a gyönyörű fény-, árnyék- és víz-effekteket, és az egész játékra jellemző aprólékos kidolgozását, ami fokozza a hangulatot. A humoros karakterekhez remek szinkronhangok társulnak, a helyszínekhez pedig tökéletesen illeszkedő, sajátos zene párosul, a történet tálalásában a minőségi átvezető videók segítenek. Egyetlen negatívumának a sok más helyen olvasható rövidséget említi a kritikus, és 94%-kal díjazta a játékot.
A Gamer, valamint a PC Guru 2003-as év értékelésnél is, az év legnagyobb meglepetése kategóriájában a Beyond Good & Evil került az első helyre, illetve a Gamer esetében a legjobb mellékszereplő kategóriában Pey’j holtversenyben kapta meg az első helyet Deekin Scalesinger (Neverwinter Nights) mellett.
A játék eladásai azonban nem alakultak túl fényesen a 2003-as karácsonyi szezonban. A kereskedők az árcsökkentés mellett döntöttek, így a megjelenési árat egyes helyeken akár 80 százalékkal is csökkentették. Az Official U.S. PlayStation Magazine szerint ez az időszak a játékok megjelenés szempontjából túlzsúfoltnak számít, és ezért nem ért el a játék jelentős anyagi sikereket, de a Ubisoft rossz marketingpolitikája is közrejátszott, illetve az, hogy nem igazán tudták, hogyan kellene a játékot bemutatni és reklámozni. Laurent Detoc, a Ubisoft észak-amerikai részlegének igazgatója a játék elrontott reklámját és a mélyrehatóbb piackutatás hiányát nevezte meg a legrosszabb üzleti döntéseként. A megjelenés időszakában a Ubisoft inkább a Prince of Persia: The Sands of Time marketingtevékenységére fókuszált. Jay Cohen (az észak-amerikai részleg korábbi alelnöke) és Alaine Corre (az európai részleg ügyvezető igazgatója) is a fentieket okolta a siker elmaradása miatt. „A játékmenet és a technikai adottságok is teljesen rendben voltak, csupán a játék célközönsége hiányzott” – nyilatkozta Corre a BBC számára.
Az alkotó, Michel Ancel egy trilógia első részének tervezte a játékot, azonban a játék nem vált anyagilag sikeressé, ezért úgy tűnt, nem készül el a folytatás. Ennek ellenére a 2008-as Ubidays rendezvényen bejelentették a fejlesztését, bár eddig csak nagyon kevés konkrét információ került róla napvilágra. 2013 februárjában Yves Guillemot, a Ubisoft vezérigazgatója biztosította a rajongókat, hogy a Beyond Good & Evil 2 továbbra is fejlesztés alatt áll.

## Díjak és elismerések
A Beyond Good & Evil számos nevezést és díjat tudhat magáénak. Az International Game Developers Association három kategóriában jelölte a játékot a 2004-es Game Developers Choice Awards díjátadóra: „Az év játéka”, „Az év legjobb eredeti karaktere” (Jade) és a „Legjobb design” kategóriákban. A 2004-es IMAGINA Festival alkalmával 11 díjból hatot a Ubisoft játékai nyertek, a Beyond Good & Evil a „Legjobb forgatókönyvíró” (Michel Ancel és Jacques Exertier) és „Az év játéka” (Ubisoft Montpellier) kategóriákban. Az AIAS 2004-es Interactive Achievement Awards díjátadón a játék a története és a karakterei miatt kapott nevezést. 2003-ban az IGN a „Legjobb kalandjáték” (PS2 változat) és a „Legjobb történet” (GameCube) kategóriákban díjazta a játékot.
2007-ben a Beyond Good & Evil az IGN összesített, „minden idők legjobbjai” listáján a 22. volt az Xbox és 12. a GameCube játékok között. A Game Informer szintén a 12. helyre sorolta a „25 legjobb GameCube játék” összeállításában. Egy másik listában, amiben a 200 legjobb játékot válogatták össze, a Beyond Good & Evil a 200. helyezett lett. Az Official Nintendo Magazine a saját összeállításában a 91., míg a Nintendo Power a 29. helyre rangsorolta a játékot, valamint a magazin 20 éves fennállását megünneplő különszámban a 11. legjobb GameCube játéknak választotta. Az évtized legjobb játékait bemutató listáján a Destructoid a 6. helyre rangsorolta a Beyond Good & Evilt. A GamesRadar minden idők legjobb játékait összesítő listáján, 2012 novemberében a 71. helyen állt.

## Fordítás
- Ez a szócikk részben vagy egészben a Beyond Good & Evil című angol Wikipédia-szócikk ezen változatának fordításán alapul.  Az eredeti cikk szerkesztőit annak laptörténete sorolja fel. Ez a jelzés csupán a megfogalmazás eredetét és a szerzői jogokat jelzi, nem szolgál a cikkben szereplő információk forrásmegjelöléseként.